# Liste des organismes d'intérêt public belges de catégorie D
Cette page liste les organismes appartenant à la catégorie D selon l'article 1 de la loi belge du 16 mars 1954 relative au contrôle de certains organismes d'intérêt public.
- Caisse des soins de santé de la Société nationale des chemins de fer belges[1]
- Caisse nationale des pensions de retraite et de survie[1]
- Caisse spéciale de compensation pour allocations familiales en faveur des travailleurs occupés dans les entreprises de batellerie[1]
- Caisse spéciale de compensation pour allocations familiales des régions maritimes[1]
- Fonds national de retraite des ouvriers mineurs[1]